# Convent de Sant Domènec i capella del Rosari
El convent de Sant Domènec i la contigua capella del Rosari és un antic conjunt monàstic de l'Orde Dominica situat a la ciutat de Múrcia (Regió de Múrcia, Espanya), concretament en la cèntrica plaça de Sant Domènec que presideix i dona nom.
El seu origen se situa en el segle xiii, encara que el conjunt actualment conservat correspon al segle xvi (capella del Rosari) i al segle xviii (església conventual de Sant Domènec). El monestir va sofrir la Desamortització de Mendizábal de 1836 que va suposar la seva extinció i la desaparició del conjunt a excepció de l'església i la capella. En 1871 va ser cedida als jesuïtes, que segueixen regint avui dia el temple.

## Història
L'antic convent de Sant Domènec el Real es va fundar en 1265 per privilegi d'Alfons X de Castella, que va instituir en ell una escola per a l'ensenyament d'hebreu i àrab. Posteriorment, en 1302, es van crear les càtedres d'Arts i Teologia, que es van elevar a grau d'Estudi General en 1611. Estem per tant davant la primera institució d'ensenyament de la ciutat de Múrcia, anterior al jesuïta Col·legi de Sant Esteban i al Seminari Major de Sant Fulgenci de Cartagena. Alguns autors ho consideren per tant com el germen de la futura Universitat de Múrcia.
El recinte del convent ocupava el que avui és tota la plaça Julián Romea (antiga plaça de l'Espart), i el solar del mateix fins a la séquia major d'Aljufía, limitant amb el monestir de Santa Clara la Real, en el raval de l'Arrixaca. D'aquell primitiu convent dominic només perdura avui la seva església i la contigua capella del Rosari, amb la qual forma un conjunt, a causa de la desamortització desenvolupada durant el regnat d'Isabel II.
La capella i el convent de Sant Domènec van estar separades per un reixat i cor alt, eliminats al reedificar el nou temple dominic al segle xviii, passant a estar completament connectades.

## Capella del Rosari

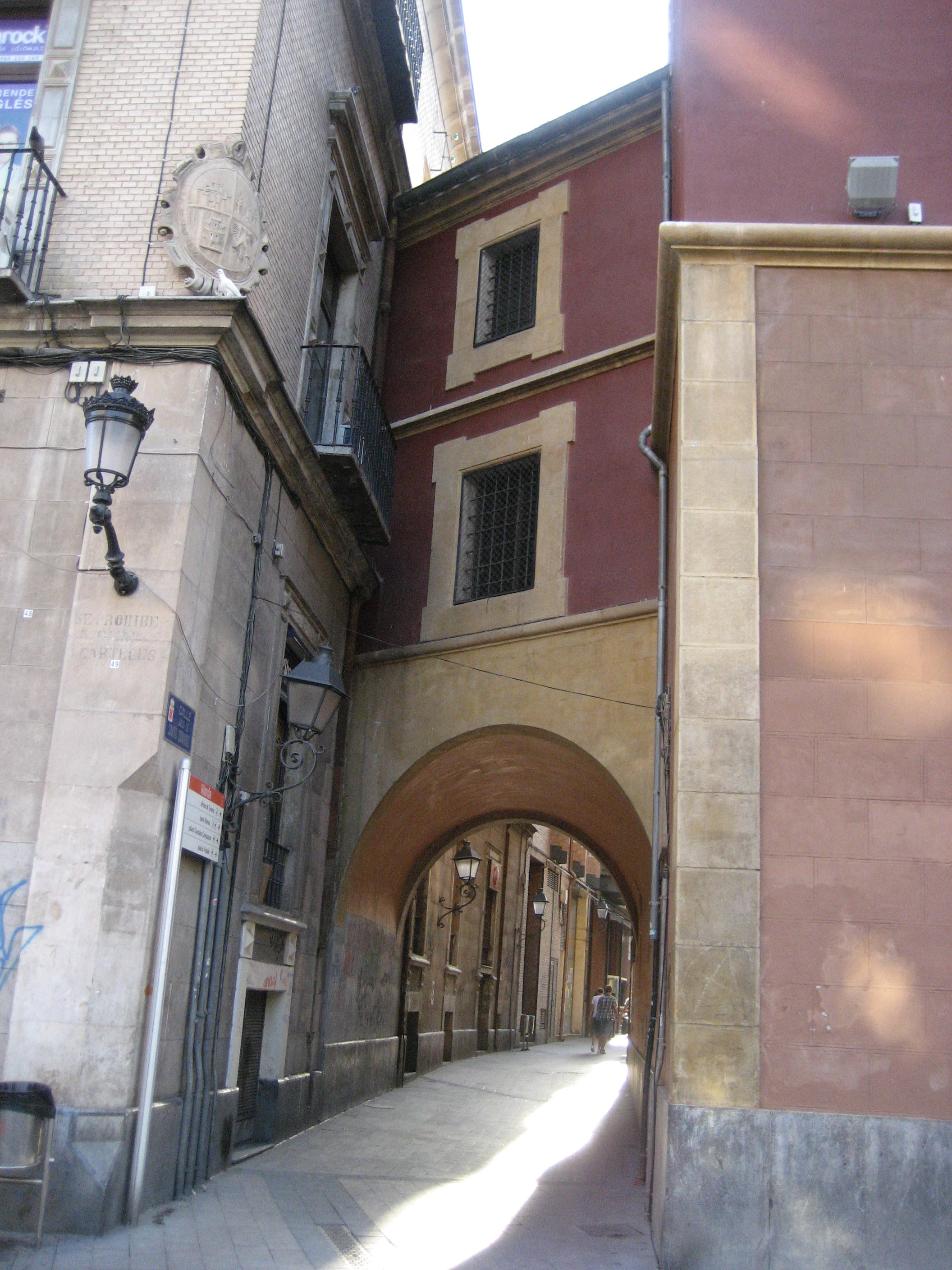
Arc de Sant Domènec que comunica la capella del Rosari amb el Palau Almodovar.

És la part més antiga del conjunt. Iniciada a costa de la poderosa Confraria del Rosari en 1543, es va consagrar en 1575. L'advocació del Rosari sempre ha estat lligada a l'Orde Dominica.
La capella és de nau única dividida en tres trams als quals corresponen sengles capelles laterals, en una de les quals està instal·lada la porta d'accés que dona a la plaça de Sant Domènec. La portada, atribuïda a Pedro Monte, de mig punt està flanquejada per dos semicolumnes estriades que sostenen un entaulament i frontó molt al gust del Renaixement, sobre el qual s'obre una fornícula amb l'escultura de la Verge amb el Nen, atribuïda al germà Domingo Beltrán.
La Confraria del Rosari va encarregar també dues plantes d'estances amb vista a la plaça de Sant Domènec (lloc de celebració de mercats i esdeveniments) que es superposaven a la capella. Aquests eren llogats durant les festes com a miradors -actualment transformats en balconades-.
En el segle xviii els marquesos d'Almodóvar, mecenes de la Confraria, van connectar el seu palau situat al sud del conjunt -a l'altre costat de l'actual carrer Arc de Sant Domènec) amb la capella del Rosari mitjançant un arc realitzat per Martínez de la Vega que avui popularment es coneix com l'Arc de Sant Domènec, sent un dels racons més característics del nucli antic de Múrcia. A banda i banda del presbiteri de la capella es troben dues tribunes, amb balconada i reixa, a través de les quals els marquesos d'Almodóvar assistien a les celebracions litúrgiques.
En 1886, la Confraria del Rosari va cedir la capella -igual que havia ocorregut anys abans amb la contigua església de Sant Domènec- a la Companyia de Jesús. La nova Confraria del Rosario té avui la seva seu en el proper convent de Santa Anna.

## Convent de Sant Domènec

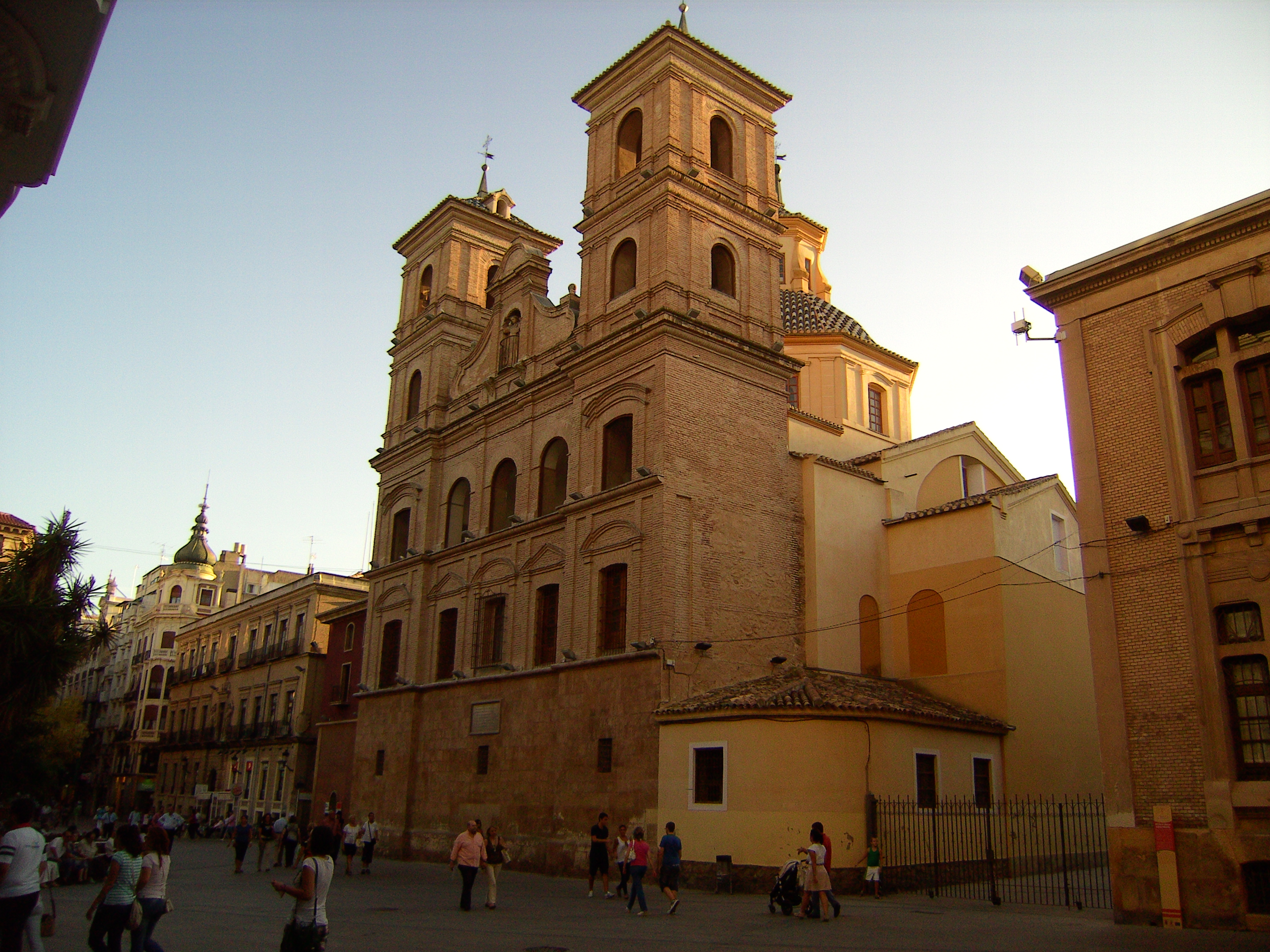
Imatge de la façana posterior de l'església de Sant Domènec, que presideix la plaça de Sant Domènec de la ciutat de Múrcia.

L'església conventual de Sant Domènec, construïda en plena esplendor del barroc murcià, entre 1722 i 1745, té la particularitat de comptar amb dues façanes. La principal mira cap a la plaça Romea i dels seus tres pisos previstos només se'n van arribar a construir dos; l'altra mira cap a la plaça de Sant Domènec, tota de maó, i compleix una funció representativa i urbanística -donada la importància de la plaça-, no utilitària, ja que manca de portes.
De la façana principal, el cos inferior destaca per la seva sobrietat i aire renaixentista; el superior, amb detalls barrocs, té en el centre les estàtues de pedra de Sant Domènec i Sant Francesc, abraçant-se al peu de la creu de Crist, mentre, en els laterals estan els escuts de l'Orde Franciscà i del dominic.
La planta de l'església consta de tres naus i com a prolongació del creuer se situa la capella del Rosari, per aquest motiu disposa de dos cors, un als peus de l'església de Sant Domènec i un altre en el creuer, fent de cor de la capella del Rosari, el que permetia als religiosos dominics presenciar la litúrgia que tingués lloc en la capella.
El creuer de l'església està cobert amb una cúpula sobre tambor, com gairebé totes les esglésies d'aquesta època, però rematada per una llanterna, cas més excepcional. En l'exterior la cúpula està recoberta de teula vidriada típicament mediterrània amb colors blanc i negre -colors de l'Ordre Dominica-.
Després de la desamortització, l'església de Sant Domènec va servir com a seu de l'ajuntament mentre es duien a terme les obres de l'actual Casa Consistorial (1846-1847). En 1871, quan els jesuïtes van tornar a Múrcia després de la seva expulsió d'Espanya, es van assentar en aquesta església.
Entre 1866 i 1884 va ser seu de la Confraria del Sant Sepulcre de Múrcia que desfila en la nit del Divendres Sant de la Setmana Santa de Múrcia. Entre 1986 i 1999 també va ser seu de la Confraria del Jacent, que desfila en la tarda de Dissabte Sant.

## Patrimoni
A causa de les desamortitzacions i a les pèrdues sofertes en la Guerra Civil el patrimoni de l'església de Sant Domènec resulta major pel que fa a l'arquitectura exterior que quant a retaules o escultures. Així i tot guarda un important conjunt pictòric, sobretot el custodiat en la capella del Rosari, pertanyent a l'antiga Confraria del mateix nom.
Destaca per sobre de tots el cicle pictòric realitzat pel pintor Mateo Gilarte entre 1663 i 1665, amb quatre llenços, La lucha de Jacob con el Ángel, Moisés y la zarza ardiendo, Ester desmayada ante Asuero i l'Aparición de la Virgen a Santo Domingo, que constitueixen una exaltació de la devoció a la Verge del Rosari. Completaven la decoració de la capella els frescs de l'absis, tapats posteriorment pel destruït retaule barroc i restaurats després del seu redescobriment.
En la capella també es troba el quadre de grans dimensions de la batalla de Lepant que Gilarte va realitzar en col·laboració amb Joan de Toledo.
Pel que fa a l'escultura, l'església de Sant Domènec guarda un Sant Francesc Xavier de Nicolau de Bussy (1700), provinent del Col·legi de Sant Esteban, un Sant Pius V de Nicolau Salzillo, un Sant Gonzalo d'Amaranto, un Sant Vicent Ferrer de Francisco Salzillo i una Santa Bàrbara de Juan González Moreno.